# Micrurus tener
Micrurus tener este o specie de șerpi din genul Micrurus, familia Elapidae, descrisă de Ralph O. Baird și Girard 1853. A fost clasificată de IUCN ca specie cu risc scăzut.

## Subspecii
Această specie cuprinde următoarele subspecii:
- M. t. fitzingeri
- M. t. maculatus
- M. t. microgalbineus
- M. t. tener

## Galerie

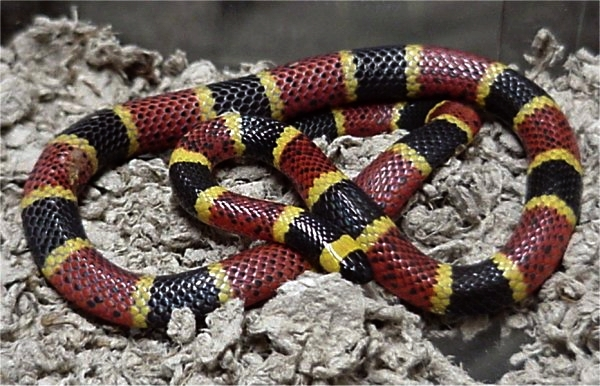